# Entre hombres
Entre hombres es una miniserie de televisión dramática policial argentina basada en la novela del mismo nombre escrita por Germán Maggiori. La trama gira en torno al asesinato de tres prostitutas en una polémica fiesta organizada por un senador, donde todo quedó grabado en una cinta y sus conocidos harán lo posible para encubrirlo. Está protagonizada por Gabriel Goity, Nicolás Furtado, Diego Velázquez, Diego Cremonesi y Claudio Rissi. La serie tuvo su estreno el 26 de septiembre de 2021 primero por HBO Max y luego por HBO.

## Sinopsis
Ambientada en 1996, en la zona sur del área metropolitana de Buenos Aires, se produce una fiesta repleta de sexo, drogas y travestis donde tres prostitutas son asesinadas y todo queda registrado en una cinta de VHS, la cual compromete a todos los que estaban invitados, entre ellos un senador que está en camino a la candidatura por el cargo de gobernador, por lo cual, unos policías buscarán esa cinta para borrar todo rastro de evidencia y en ese camino se verán envueltos por la venganza, la sangre y la ilegalidad.

## Elenco

### Principal
- Gabriel Goity como Alberto Garmendia
- Nicolás Furtado como Julio "Mosca"
- Diego Velázquez como Sergio Almada
- Diego Cremonesi como "El Zurdo"
- Claudio Rissi como Marcelo "El Tucumano" Cortez

### Secundario
- Lautaro Bettoni como "Brando"
- Alan Daicz como "El Muerto"
- Braian Ross como "Kingo"

### Participaciones
- César Troncoso como Comisario Diana
- Norman Briski como Fernando Bruman
- Luis Machín como Eduardo Achabala
- Bianca Olivetti como Gigi
- Marian Moretti como Dalila
- Maryanne Lettieri como Marilú
- Roly Serrano como Colocci
- Ignacio Toselli como "El Flaco" Ríos
- Martín Tchira como "El Pájaro" Bustos
- Matías Garnica Casuso como Arias Duval
- Horacio Vay como Luis Barbosa
- Diego Starosta como Carnicero
- Silvia Trawier como Gladys
- Pochi Ducasse como Dorila
- Rafael Montañez como Miguel Zabala
- Guillermo Arengo como Monje
- Pompeyo Audivert como Zika
- Kiran Sharbis como André "Gitano"
- Lisandro Díaz como Hugo "Mono"
- Emma Serna como Luci / Walter Pineda
- David Di Nápoli como Roberto "Cabezón" Zabala
- Martina Krasinsky como Yaquelin
- Sergio Podeley como "Larto"
- Peto Menahem como Garcete
- Félix Völker como Celedonio "Ciruja" Reyes
- Patricio Aramburu como Oficial Sandoval
- Sol Gaschetto como Chica diabólica
- Lucas Aranda como Oficial Rojas
- Carlos Issa como "Tortuga"
- Gustavo Oliver como Brotto
- Fanny Bianco como Rosita
- Hugo Anganuzzi como Rubén Burruchaga

## Episodios
| N.º | Título       | Dirigido por  | Escrito por                     | Fecha de lanzamiento original |
| --- | ------------ | ------------- | ------------------------------- | ----------------------------- |
| 1   | «Episodio 1» | Pablo Fendrik | Germán Maggiori y Pablo Fendrik | 26 de septiembre de 2021      |
| 2   | «Episodio 2» | Pablo Fendrik | Germán Maggiori y Pablo Fendrik | 26 de septiembre de 2021      |
| 3   | «Episodio 3» | Pablo Fendrik | Germán Maggiori y Pablo Fendrik | 26 de septiembre de 2021      |
| 4   | «Episodio 4» | Pablo Fendrik | Germán Maggiori y Pablo Fendrik | 26 de septiembre de 2021      |

## Desarrollo

### Producción
En mayo del 2019, se comunicó que HBO había encargado la producción de una nueva miniserie argentina de 4 episodios titulada Entre hombres basada en la novela homónima de Germán Maggiori, teniendo como empresa coproductora a Pol-ka bajo la dirección de Pablo Fendrik, quien fue también director de la producción original de HBO, El jardín de bronce y se informó que el responsable del guion sería el propio Maggiori, en colaboración con Fendrik. En noviembre de ese año, en el evento "Upfront" realizado en La Trastienda se anunció que la miniserie sería estrenada en 2020.

### Rodaje
En julio del 2019, se reveló que HBO Latin America Group ya había comenzado en junio de ese año la filmación de la superproducción en Buenos Aires y se difundieron las primeras imágenes de la misma.

### Casting
A finales de junio del 2019, se anunció que Gabriel Goity, Nicolás Furtado, Diego Velázquez, Diego Cremonesi y Claudio Rissi habían sido elegidos para interpretar a los 5 personajes principales de la serie.

## Lanzamiento

### Transmisión
La serie tenía previsto estrenar su primer episodio en televisión el 19 de abril del 2020 por medio del canal HBO y a su vez estaría disponible en su totalidad en la plataforma de video a demanda HBO GO. Sin embargo, el estreno de la miniserie fue aplazado para el 2021 por la pandemia del Covid 19.  En enero de 2021, se confirmó que la serie formaría parte del Festival Internacional de Cine de Berlín, siendo proyectada en la sección Berlinale Series durante el 1 y 5 de marzo de ese año.
Finalmente, se anunció que el estreno de la serie completa sería el 26 de septiembre del 2021 por la plataforma de streaming HBO Max y a su vez por el canal del cable, donde se emitirá una vez por semana los cuatro episodios.

### Publicidad
El primer tráiler fue lanzado el 9 de marzo del 2020, en el cual se mostró ampliamente de que se trataba la serie y que sería estrenada el 19 de abril del mismo año.

## Premios y nominaciones
| Lista de premios y nominaciones | Lista de premios y nominaciones | Lista de premios y nominaciones  | Lista de premios y nominaciones      | Lista de premios y nominaciones | Lista de premios y nominaciones |
| Año                             | Organización                    | Categoría                        | Nominado/a(s)                        | Resultado                       | Ref(s)                          |
| ------------------------------- | ------------------------------- | -------------------------------- | ------------------------------------ | ------------------------------- | ------------------------------- |
| 2021                            | Premios Sur                     | Mejor Serie                      | Entre hombres                        | Nominado                        | [ 15 ]                          |
| 2022                            | Premios Cóndor de Plata         | Mejor Miniserie o Serie Limitada | Entre hombres                        | Nominado                        | [ 16 ] [ 17 ]                   |
| 2022                            | Premios Cóndor de Plata         | Mejor Guion Adaptado             | Germán Maggiori y Pablo Fendrik      | Nominados                       | [ 16 ] [ 17 ]                   |
| 2022                            | Premios Cóndor de Plata         | Mejor Dirección de Fotografía    | Daniel Ortega                        | Nominado                        | [ 16 ] [ 17 ]                   |
| 2022                            | Premios Cóndor de Plata         | Mejor Montaje                    | Alejandro Parysow                    | Nominado                        | [ 16 ] [ 17 ]                   |
| 2022                            | Premios Cóndor de Plata         | Mejor Diseño de Vestuario        | Patricia Conta                       | Nominada                        | [ 16 ] [ 17 ]                   |
| 2022                            | Premios Cóndor de Plata         | Mejor Música Original            | Cachorro López y Juan Blas Caballero | Nominados                       | [ 16 ] [ 17 ]                   |
| 2022                            | Premios Cóndor de Plata         | Mejor Diseño de Sonido           | Leandro de Loredo                    | Ganador                         | [ 16 ] [ 17 ]                   |